# Krabbé zoekt...
Krabbé zoekt... is een Nederlands reisprogramma van omroep AVROTROS over verschillende kunstenaars. Hij bezoekt plekken waar ze gewoond en gewerkt hebben om ze zo dicht mogelijk te naderen. Het programma wordt door Jeroen Krabbé gepresenteerd en samengesteld. Van de verschillende series zijn ook dvd's verschenen.

## Series
De eerste serie ging over de kunstschilder Vincent van Gogh en werd in zes afleveringen uitgezonden vanaf 5 september 2015.
De tweede serie telde acht afleveringen en ging over schilder Pablo Picasso en startte op 26 januari 2017.
De derde serie begon op 1 mei 2018, telde zes afleveringen en ging over het leven van kunstenaar Paul Gauguin. 
De vierde serie ging over kunstenaar Marc Chagall en startte op 17 maart 2020. Deze serie telde acht afleveringen. Daarnaast werd er met regisseur Richard den Dulk in Krabbé kijkt verder op NPO 2 Extra na iedere aflevering dieper ingegaan op opvallende momenten tijdens de opnames. 
De vijfde serie met 14 afleveringen startte op 30 augustus 2022 en gaat over de Mexicaanse Frida Kahlo. Ook hier wordt er nabesproken met Den Dulk.
In serie zes, uitgezonden vanaf november 2024, staat Henri Matisse centraal.